# Euklidski prostor
Euklidski vektorski prostor ili skraćeno euklidski prostor prvenstveno možemo smatrati onim matematičkim prostorom kojeg intuitivno svakodnevno zamišljamo. Naziv je dobio po starogrčkom matematičaru Euklidu.

## Definicija
Neka je {\displaystyle V} realni vektorski prostor i neka je {\displaystyle \psi :V\times V\to \mathbb {R} } preslikavanje sa sljedećim svojstvima (napišimo {\displaystyle v\cdot w} umjesto {\displaystyle \psi (v,w)}) za svaki {\displaystyle u,v,w,\in V} i {\displaystyle \alpha \in \mathbb {R} } :
1. {\displaystyle v\cdot w=w\cdot v;}
2. {\displaystyle (u+v)\cdot w=u\cdot w+v\cdot w;}
3. {\displaystyle \alpha (v\cdot w)=(\alpha v)\cdot w=v\cdot (\alpha w);}
4. {\displaystyle w\cdot w>0{\mbox{ ako i samo ako je }}v\neq 0.}

Tada se {\displaystyle \psi } zove skalarni produkt na {\displaystyle V}. 
Ako na {\displaystyle V} postoji skalarni produkt, onda se {\displaystyle V} zove euklidski vektorski prostor.

## Euklidska norma
Euklidska norma ili duljina vektora {\displaystyle w} je broj
{\displaystyle \|w\|={\sqrt {w\cdot w}}.}
Iz elementarne analize slijedi da je skalarni produkt između dva vektora koja su pod kutom {\displaystyle \varphi }:
{\displaystyle v\cdot w=\|v\|\cdot \|w\|\cdot \cos \varphi ,}
tj. kut {\displaystyle \varphi } između vektora {\displaystyle v,w\in V} definiran je s 
{\displaystyle \varphi =\arccos \left({\frac {v\cdot w}{\|v\|\cdot \|w\|}}\right).}
Ako je {\displaystyle v\cdot w=0}, očito je {\displaystyle \varphi ={\frac {\pi }{2}}}, pa kažemo da su {\displaystyle v} i {\displaystyle w} okomiti ili ortogonalni vektori.

## Vezani pojmovi
- skalarni produkt
- vektorsko polje
- vektorski prostor